# Music Bank (альбом)
Music Bank — третій збірник пісень американської рок-групи Alice in Chains, який був випущений 26 жовтня 1999 року.

## Передумови
У 1998 році гурт Alice in Chains перебував у змушеній творчій відпустці. Вокаліст Лейн Стейлі страждав від наркотичної залежності та починаючи з 1996 році відмовився від появ на людях, усамітнившись у власному кондомініумі в Сіетлі. Решта музикантів Alice in Chains час від часу займались власними проєктами. Нарешті, у 1998 році було вирішено видати бокс-сет із найкращими та рідкими піснями гурту, який мав отримати назву Music Bank — так називався клуб та репетиційна точка в Сіетлі, де музиканти жили на початку кар'єри.
В серпні 1998 року Alice in Chains запропонували продюсеру Дейву Джердену, з яким гурт записав перші повноформатні альбоми Facelift і Dirt, записати дві нові пісні для бокс-сету. На той час продюсер працював над альбомом The Offspring Americana у своїй студії El Dorado, але з радістю погодився знов перетнутися зі старими знайомими протягом вікенду 22-23 серпня.

## Запис нових пісень
В суботу 22 серпня технічний персонал був готовий працювати з десятої години ранку. Джеррі Кантрелл, Шон Кінні та Майк Айнез прибули десь опівдні й досить швидко записали свої партії — барабани, бас-гітару та ритм-гітару. Проте Лейн Стейлі, на якого всі чекали, довго не з'являвся.
Стейлі приїхав лише вночі, близько третьої години. Його зовнішність вражала: він виглядав дуже погано, немов дідуган, з довгим волоссям, у білій кепці та окулярах, та без зубів. Спочатку його навіть не впізнали, але в цілому зустріли дуже привітно. Проте Стейлі не поспішав розпочинати роботу: він поїв, пограв на приставці, спробував електронні барабани, та скуштував святковий торт, який команда підготувала до його дня народження. Він послухав музику до пісень, але навіть не збирався вигадувати до них тексти або записувати. Нарешті, він «згадав», що наступного дня йому треба повертатися з Лос-Анджелесу до Сіетлу на весілля сестри. Дейв Джерден не витримав й розлютився на вокаліста, а згодом просто відмовився працювати із групою.
Запис пісень довелося закінчувати іншому продюсеру, Тобі Райту. Він погодився знов співпрацювати з групою в студії Robert Lang Studios. На той час Джеррі та Лейн вже не розмовляли один з іншим, тому з'являлися в студії по черзі, щоб записати свої вокальні партії. Райту довелось добре попрацювати із Pro Tools, бо Лейн Стейлі відчутно шепелявив через втрату зубів. Результатом стали дві нові пісні «Get Born Again» та «Died», які стали останніми для Лейна Стейлі у складі Alice in Chains.

## Список пісень
1. Get Born Again — 5:24
2. I Can't Have You Blues — 4:01
3. Whatcha Gonna Do — 2:54
4. Social Parasite — 4:22
5. Queen of the Rodeo — 4:39
6. Bleed the Freak — 3:32
7. Killing Yourself — 2:38
8. We Die Young — 2:32
9. Man in the Box — 4:46
10. Sea of Sorrow — 5:20
11. I Can't Remember — 3:43
12. Love, Hate, Love — 6:26
13. It Ain't Like That — 4:38
14. Confusion — 5:44
15. Rooster — 5:47
16. Right Turn — 3:14
17. Got Me Wrong — 4:10
18. Rain When I Die — 6:02
19. Fear the Voices — 4:58
20. Them Bones — 2:29
21. Dam That River — 3:09
22. Sickman — 5:30
23. Rooster — 6:14
24. Junkhead — 5:11
25. Dirt — 5:17
26. God Smack — 3:51
27. Iron Gland — 0:43
28. Angry Chair — 4:47
29. Lying Season — 3:21
30. Would? — 3:28
31. Brother — 4:27
32. Am I Inside — 5:08
33. I Stay Away — 4:14
34. No Excuses — 4:16
35. Down in a Hole — 5:38
36. Hate to Feel — 5:16
37. What the Hell Have I — 3:57
38. A Little Bitter — 3:52
39. Grind — 4:45
40. Again — 4:02
41. Head Creeps — 6:27
42. God Am — 4:07
43. Frogs — 8:17
44. Heaven Beside You — 5:29
45. Nutshell — 4:29
46. The Killer Is Me — 5:18
47. Over Now — 5:53
48. Died — 5:58